# Andrographideae
Andrographideae, tribus u porodici primogovki, dio potporodice Acanthoideae. Postoji sedam priznatih rodova.

## Rodovi
1. Andrographis Wall. (27 spp.)
2. Haplanthus Nees (4 spp.)
3. Haplanthodes Kuntze (4 spp.)
4. Graphandra J.B.Imlay (1 sp.)
5. Phlogacanthus Nees (42 spp.)
6. Gymnostachyum Nees (52 spp.)
7. Sphinctacanthus Benth. (2 spp.)